# Сан-Жозе-да-Бела-Виста
Сан-Жозе-да-Бела-Виста (порт. São José da Bela Vista) — муниципалитет в Бразилии, входит в штат Сан-Паулу. Составная часть мезорегиона Рибейран-Прету. Входит в экономико-статистический микрорегион Франка. Население составляет 8782 человека на 2006 год. Занимает площадь 276,964 км². Плотность населения — 31,7 чел./км².

## История
Город основан 19 марта 1885 года.

## Статистика
- Валовой внутренний продукт на 2003 составляет 73 443 599,00 реалов (данные: Бразильский институт географии и статистики).
- Валовой внутренний продукт на душу населения на 2003 составляет 8683,33 реала (данные: Бразильский институт географии и статистики).
- Индекс развития человеческого потенциала на 2000 составляет 0,753 (данные: Программа развития ООН).